# Charles Picqué (peintre)
Pour les articles homonymes, voir Picqué.
Charles Picqué, né à Deinze le 20 juin 1799 et mort à Bruxelles le 21 mars 1869, est un artiste-peintre, lithographe et graveur belge connu pour ses œuvres de facture néo-classique et romantique. Il s'illustre dans plusieurs domaines : portrait, paysage, art sacré et peinture d'histoire.

## Biographie
Charles Louis Picqué, né à Deinze en 1799, est le fils d'un maître tailleur d'habits, Philippe Picqué et de Marie-Josine Cras. Il étudie à l'Académie royale des beaux-arts de Gand en qualité d'élève de Joseph Paelinck. En 1823, il obtient le premier prix de l'Académie royale des beaux-arts de Bruxelles et expose la même année au Salon de Gand. En 1824, il propose deux œuvres au salon triennal de Bruxelles et reçoit le premier prix pour Le vieux Tobie, aveugle, bénissant son fils. En août 1826, il reçoit le grand prix de peinture au salon de Gand pour son Hébé et l'Aigle de Jupiter.  
En 1827, il obtient une bourse d'études pour se rendre à Rome et s'y former durant trois ans. En 1830, il se rend également à Naples avant de revenir en Belgique. Il effectue également de nombreux séjours en Grande-Bretagne. 
Il est essentiellement connu pour avoir réalisé un tableau représentant les membres du gouvernement provisoire belge de 1830.
Le 27 juin 1833, Charles Picqué épouse à Bruxelles Marie Jeanne Françoise Catherine Lubin (1807-1861). Deux enfants naissent de cette union : Camille Joseph (1834-1909) et Virginie Hélène (1836-1917). Charles Picqué devient veuf en 1861.
Charles Picqué meurt, à l'âge de 69 ans, le 21 mars 1869, dans sa demeure rue de l'Étuve à Bruxelles.

## Style
Charles Picqué demeure fidèle au néoclassicisme lorsqu'il séjourne à Rome, mais il prend des libertés dans l'application des préceptes néoclassiques en demeurant fidèle à son sens flamand de la couleur, évoquant les artistes baroques, tels Rubens et van Dyck. Outre des sujets religieux, Picqué peint également des scènes folkloriques durant sa formation à Rome.

## Œuvres

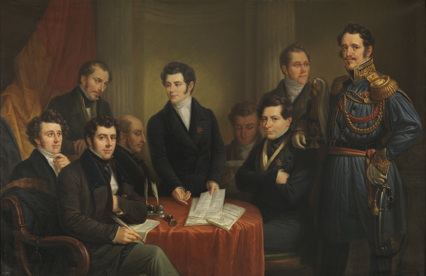
Le gouvernement provisoire.

- 1824 : Portrait d'un prêtre, salon de Bruxelles de 1824 ;
- 1824 : Le vieux Tobie, aveugle, bénissant son fils, premier prix au salon de Bruxelles de 1824 ;
- 1826 : Hébé et l'Aigle de Jupiter ;
- 1827 : Un saint-Bernard vient en aide à une femme perdue avec un enfant malade, conservé au Rijksmuseum Amsterdam ;
- 1827 : Femme à la toilette ;
- 1830 : Portrait d'une jeune Romaine, conservé au musée de Deinze et du Pays de la Lys ;
- 1830 : Portrait de Paolina ;
- 1830 : Le gouvernement provisoire, conservé aux musées royaux des Beaux-Arts de Belgique ;
- 1833 : La fuite en Égypte ;
- 1833 : Autoportrait ;
- 1835 : La Sérénade ;
- 1835 : Le Duo ;
- 1835 : Portrait de Jean-Louis van Aelbroeck ;
- 1836 : Portrait de Thérèse Beyaert et de sa fille ;
- 1836 : Saint Roch guérissant les pestiférés ;
- 1838 : Portrait de Matthias Wolverley ;
- 1842 : Portrait de l'ingénieur Pierre Simons, conservé aux musées royaux des Beaux-Arts de Belgique ;
- 1849 : Le Songe ;
- 1852 : La Crèche ;
- 1863 : Portrait de Léonard Beckers ;
- 1868 : Femme sortant du bain.

## Galerie

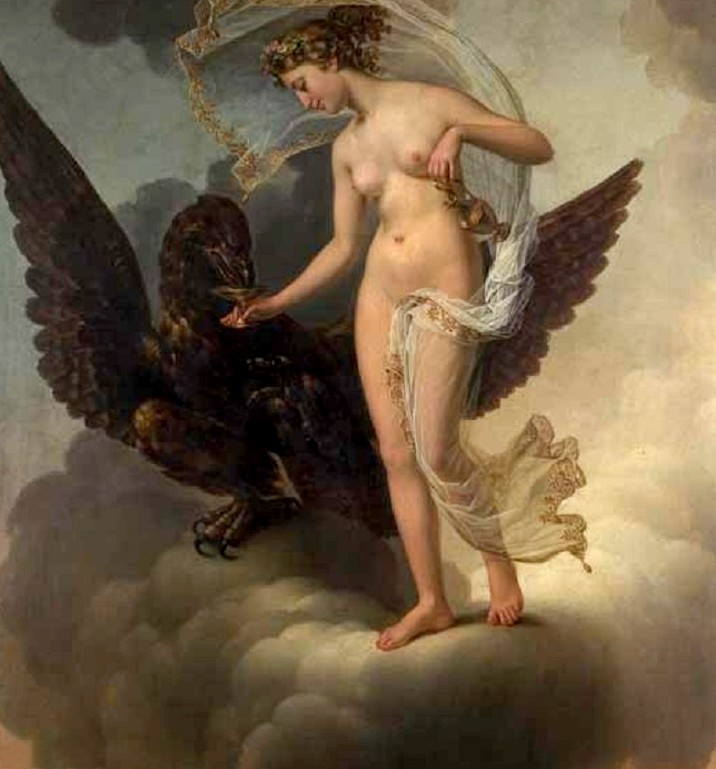
Hébé et l'Aigle de Jupiter (1826).
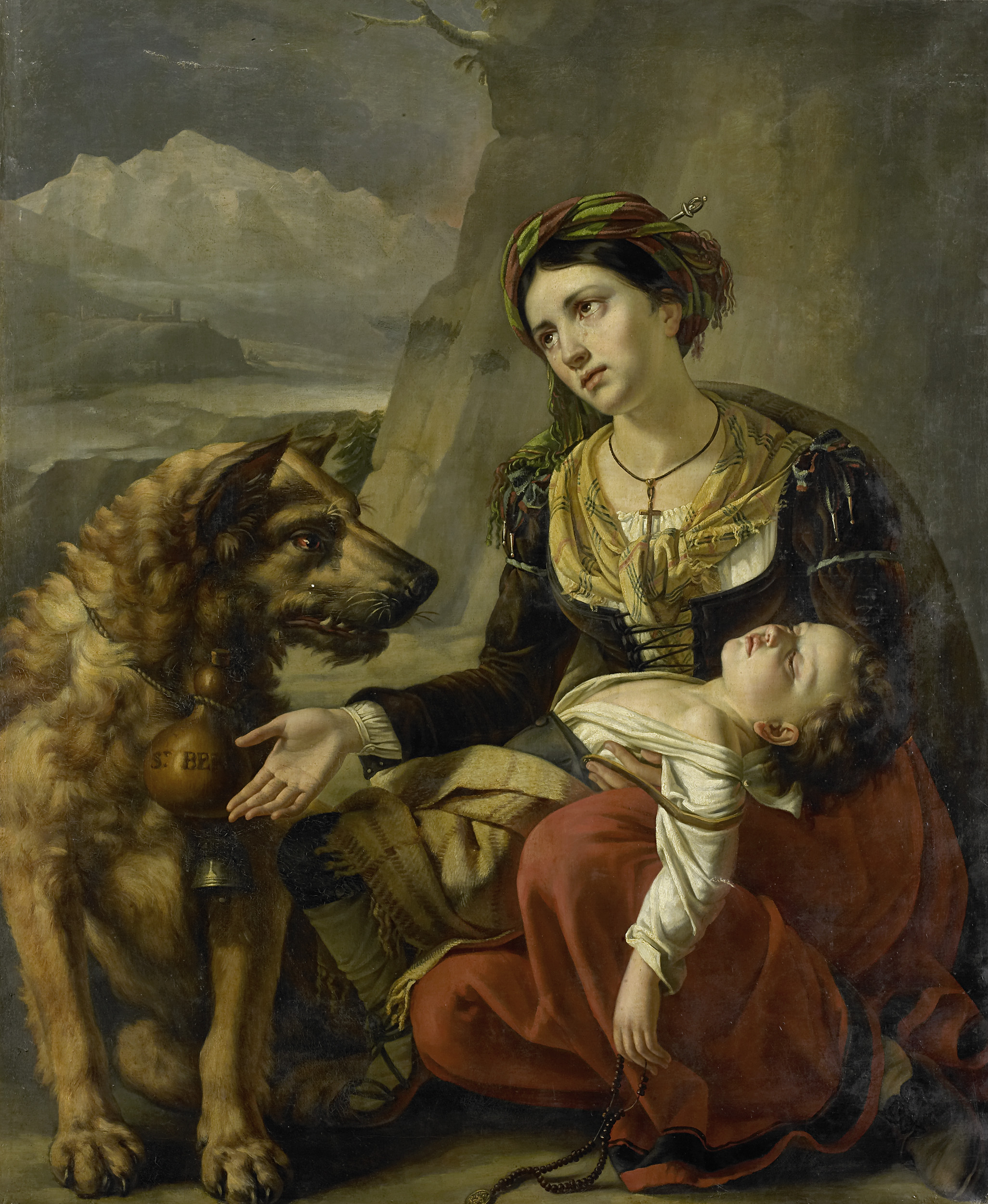
Un saint-Bernard vient en aide à une femme perdue avec un enfant malade (1827).
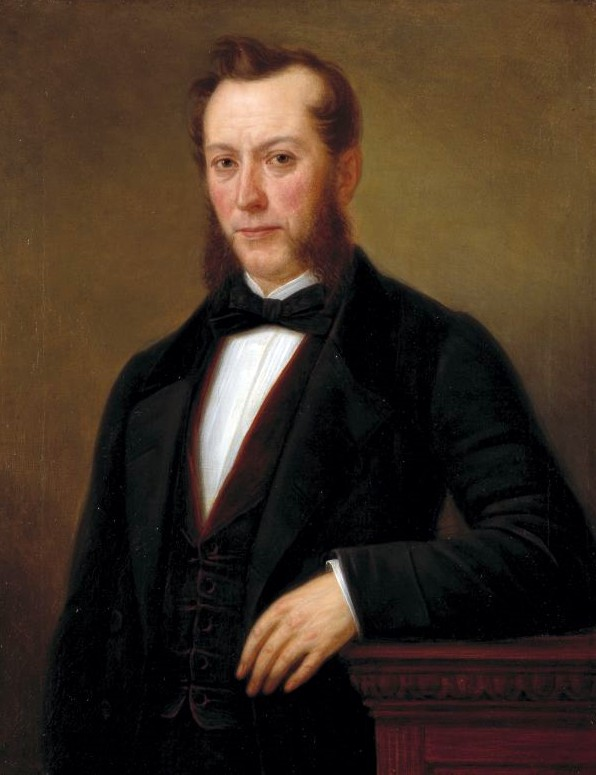
Portrait de Léonard Beckers (1863).
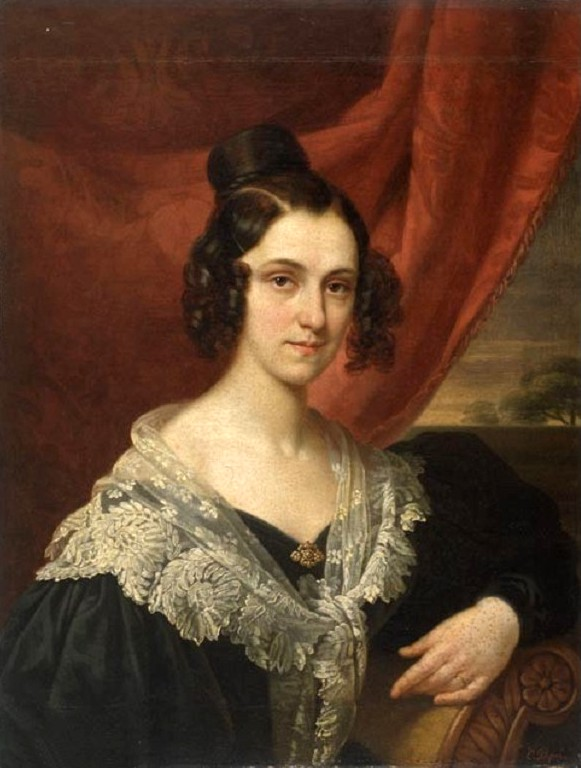
Portrait de Cordelie de Meulemeester.